# Tenberry Software
Tenberry Software (anteriormente chamada Rational Systems) foi uma empresa de software notável pelo desenvolvimento do DOS/16M e do DOS/4G, que foram os primeiros extensores DOS padrão da indústria.